# Pierre of the Plains (film 1914)
Pierre of the Plains è un film muto del 1914. Il nome del regista non viene riportato.
Fu l'esordio sullo schermo per l'attrice Dorothy Dalton, ma anche il debutto cinematografico per Edgar Selwyn, una delle figure più importanti del teatro statunitense dell'epoca: impresario, attore, produttore e sceneggiatore, Selwyn sarebbe stato, due anni dopo, uno dei fondatori della Goldwyn Pictures.
Il soggetto del film è il primo adattamento cinematografico di un lavoro dello stesso Selwyn, un testo che sarà poi ripreso nel 1942 con lo stesso titolo in un remake diretto da George B. Seitz.

## Trama
In Canada, nei selvaggi territori del Nord-Ovest, il sergente delle guardie a cavallo Tom Redding corteggia Jen, la figlia di un locandiere. Un giorno, in missione verso Fort Desire, Redding si ferma a far visita alla ragazza. La sua venuta, però, genera il sospetto di Pierre, un montanaro amico del fratello di Jen, Val. Quest'ultimo, infatti, ha ucciso un indiano che aveva fatto delle profferte amorose alla sorella e ora Pierre pensa che il sergente sia in viaggio con l'ordine di arresto per Val. Così, gli propina un caffè al laudano. Ma Jen, indignata e in collera con Pierre - che lei non sopporta e che ha soprannominato il diavolo - ignara del vero motivo delle azioni di Pierre, porta a compimento la missione di Redding il cui risultato è proprio quello di portare all'arresto del fratello.
Aiutato dalla sorella e da Pierre, Val riesce a fuggire. Ma la fuga è compromessa dall'intervento di Durkin, uno sconosciuto che sembra avere del rancore nei confronti di Pierre. I due uomini si affrontano e, alla fine, Pierre accoltella il suo avversario. Jen e Pierre trovano rifugio in una capanna. Sfuggiti alla polizia, i due riconoscono di amarsi.

## Produzione
Il film fu prodotto dalla All Star Feature Film Corp.

## Distribuzione
Venne distribuito nelle sale statunitensi il 12 aprile 1914.